# Johan David Åkerblad
Johan David Åkerblad (* 6. Mai 1763 in Stockholm, Schweden; † 8. Februar 1819 in Rom, Italien) war ein schwedischer Diplomat, Paläograf und Orientalist.

## Leben
Ab 1778 studierte Åkerblad klassische und orientalische Sprachen an der Universität Uppsala. 1782 verteidigte er vor Professor Eric Michael Fant seine Abschlussarbeit mit dem Titel De primis sub rege Gustavo I extra Septentrionem initis fæderibus. Ab 1783 arbeitete er wegen seiner Sprachkenntnisse für die Königliche Kanzlei in Konstantinopel. Von 1784 bis 1789 arbeitete er in Kleinasien, Syrien, Palästina, Ägypten und Nordafrika. Nach seiner Rückkehr 1789 arbeitete er als Sekretär und Übersetzer für diplomatische Missionen ins Türkische. Ab 1791 arbeitete er wiederum in Konstantinopel und unternahm parallel die ersten Forschungsreisen, unter anderem nach Troja.
Ab 1800 forschte er an der Georg-August-Universität Göttingen, Paris, Den Haag und in Rom. Dabei konzentrierte er sich auf die toten Sprachen Ägyptens. So sammelte er Material für ein Wörterbuch der koptischen Sprache. 1800 wurde er zum korrespondierenden Mitglied der Göttinger Akademie der Wissenschaften gewählt.
Åkerblad war einer der ersten Wissenschaftler, die sich intensiver mit dem Stein von Rosette beschäftigten. Er arbeitete ab 1802 mit einer Kopie des Steins, die er von dem französischen Philologen Antoine-Isaac Silvestre de Sacy erhielt. Dabei konzentrierte er sich auf das Demotische und die Hieroglyphen. Er schaffte es, die Namen Alexander und Ptolemaios als erster zuzuordnen. Nach zwei Monaten hatte er alle Eigennamen im demotischen Text zuordnen können. Dabei nutzte er seine Kenntnisse der koptischen Sprache und entdeckte, dass das Demotische ein phonetisches Alphabet nutzte, welches aus 29 Buchstaben bestand.

## Werke
- 1801: Lettre à M. Silv. de Sacy sur l’écriture cursive Copte
- 1802: Inscriptionis phoenicieæ Oxoniensis nova interpretatio
- 1802: Lettre sur l’inscription égyptienne de Rosette, adressée au citoyen Silvestre de Sacy
- 1804: Lettre sur une inscription phénicienne, trouvée à Athenes
- 1804: Notice sur deux inscriptions en caractères runiques, trouvées à Venise et sur les Varanges, avec les remarques de M. d’Ansse de Villoison
- 1811: Sopra due laminette di bronzo trovate ne’ contorni di Atene. Dissertazione letta nell’accademia libera d’archeologia al campidoglio li 30. Giugno 1811 Digitalisat in der Google-Buchsuche
- 1813: Inscrizione greca sopra una lamina di piombo, trovata in un sepolcro nelle vicinanze d’Atene
- 1817: Lettre à M:r le cheval. Italinsky sur une inscription phénicienne